# Milionia pretiosa
Milionia pretiosa là một loài bướm đêm trong họ Geometridae.